# 2012年ロシアAPEC

2012年ロシアAPECが開催されるルースキー島の地図

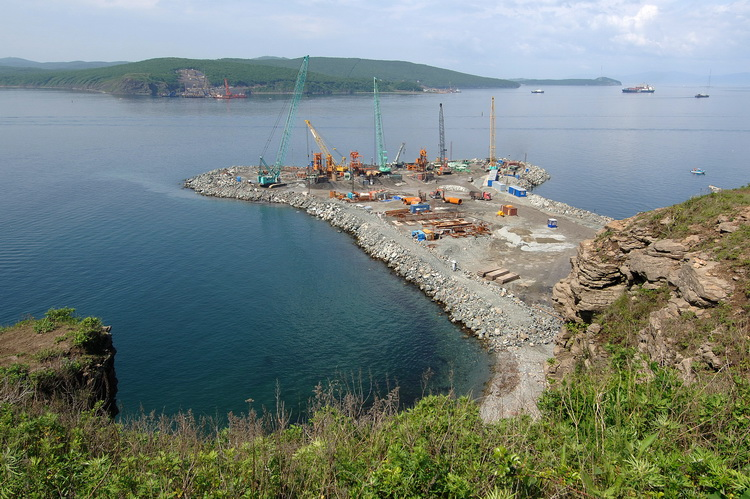
建設中のルースキー島連絡橋

2012年ロシアAPEC（2012ねんロシアエイペック）は、アジア太平洋経済協力 (Саммит АТЭС Владивосток-2012) に加盟する国と地域が参加して2012年にロシアで行われた一連の会議のこと。首脳会議はウラジオストクのルースキー島で行われた。
2012年5月14日、前年のAPEC議長国であったアメリカのバラク・オバマ大統領が、2012年アメリカ合衆国大統領選挙の民主党全国大会と日程が近いのを考慮して、9月の首脳会議に欠席することが判明した。ただし、ロシア外務省は前年の時点で既にアメリカ合衆国大統領欠席の情報を受け取っていた。

## 各地での会議
2012年5月30日・31日にカザンで行われた第2回食料安全保障担当大臣会合では、2010年10月に新潟で開催した第1回食料安全保障担当大臣会合において食料増産に取り組む等に合意した「新潟宣言」に引き続き取り組むことを再確認するとともに、食料安全保障の確保への取組みとして、多様な農業の共存を図りながら農業生産を拡大すること等について議論が行われ、「APECの食料安全保障に関するカザン宣言」が採択された。
2012年6月24日から25日にサンクトペテルブルクで行われたエネルギー相会合では、「サンクトペテルブルク宣言－“エネルギー安全保障：挑戦と戦略的選択”」が採択され、APEC地域のエネルギー安全保障強化や平和的原子力エネルギーの安全利用の重要性が謳われた。
2012年6月28日から30日にサンクトペテルブルクで行われた女性と経済フォーラムでは、日本代表として出席した横浜市の林文子市長が、29日の開会式で基調講演を行った。
2012年8月6日から8日にサンクトペテルブルクで行われた第9回電気通信・情報産業大臣会合では「サンクトペテルブルク宣言」が採択され、防災や災害復興にITの活用を進める方針で一致した。

## 首脳会議

### 首脳会議会場の整備
APEC成功のために、ルースキー島のリゾート化や本土との連絡橋（ルースキー島連絡橋）の建設、ウラジオストク空港の改修等が行われた。ロシア内務省によると、2010年6月上旬の時点で、約1万2000人のロシア人と中央アジア出身者を中心に約1,200人の外国人がAPEC関連の建設現場で働いていた。外国人労働者は2010年中に約7,500人に増える予定で、うち約3,600人を北朝鮮、約3,300人を中国から動員する計画である。しかし、2010年9月14日にルースキー島で進むAPEC会場の建設現場で200人の労働者がストライキを起こし、不払い賃金の支払いを要求するという事件が発生した。こうしたトラブルはあったものの、作業は急ピッチで進み、ウラジオストクのイーゴリ・プシカリョフ市長は2012年5月16日の記者会見で、ウラジオストクAPEC-2012サミットの施設建設に携わっていた専門家たちが作業を完了し、徐々に市を去っていることを発表した。サミット準備のための建設投資総額は約6000億ルーブル（1兆6500億円）に達し、サミット準備のために50を超える施設が建設され、公共通信網が改修・整備された。
2012年7月下旬、アエロエクスプレスが、Airport Knevichi駅（ウラジオストク空港最寄りの新設駅）からウラジオストク駅間で運行開始された。これに先立って、7月上旬にウラジオストクに出張していたロシアのメドベージェフ首相が、同月3日にアエロエクスプレスに試乗した。
なお、ルースキー島の会場施設はAPEC終了後に極東連邦大学の新キャンパスとして活用される。

### 首脳会議
9月8日 - 9日にかけて首脳会議が行われた。その成果として、APEC首脳宣言「成長のための統合、繁栄のための革新」が採択された。今回の議題の優先4分野（①貿易投資の自由化及び地域経済統合、②食料安全保障、③サプライチェーン、④イノベーション）に沿って、アジア太平洋ワイドで取り組むことに合意された施策が記載されている。

## 日程
※APEC2012開催準備の一環として2011年11月28日、29日の両日にモスクワのプレジデント・ホテルで、第１回アジア太平洋フォーラムが開催された。
※下の表は2012年ロシアAPEC開催日程（経済産業省HP）世界の政治・経済日程（2012年） (ロシア、CIS)ジェトロHP、「食糧安保」も議題ロシアNOW 2012年8月10日 などを参考に作成。
| 年     | 期間              | 会議名                                      | 都市                 | 会場・備考                         |
| ------ | ----------------- | ------------------------------------------- | -------------------- | ---------------------------------- |
| 2012年 | 1月30日 - 2月19日 | 第1回高級実務者会合（SOM1）及び関連会合     | モスクワ             |                                    |
| 2012年 | 3月8日- 9日       | APEC横浜フォーラム：女性とリーダーシップ    | 横浜                 | パシフィコ横浜                     |
| 2012年 | 4月4日- 5日       | APECイノベーションと貿易会議                | シンガポール         |                                    |
| 2012年 | 5月20日 - 6月5日  | 第2回高級実務者会合(ＳＯＭ２)及び関連会合   | カザン               | コールストン・ホテル               |
| 2012年 | 5月30日 - 31日    | 第2回食品安全担当相会合                     | カザン               | コールストン・ホテル               |
| 2012年 | 6月4日 - 5日      | 貿易担当相会合                              | カザン               | コールストン・ホテル               |
| 2012年 | 6月24日 - 25日    | エネルギー相会合                            | サンクトペテルブルク |                                    |
| 2012年 | 6月27日 - 28日    | 鉱業担当相会合                              | サンクトペテルブルク |                                    |
| 2012年 | 6月28日 - 30日    | 女性と経済フォーラム                        | サンクトペテルブルク | [ 5 ]                              |
| 2012年 | 7月16日 - 18日    | 環境担当相会合                              | ハバロフスク         |                                    |
| 2012年 | 7月23日 - 24日    | 第7回観光大臣会合                           | ハバロフスク         | レセプションハウス・パルスホテル。 |
| 2012年 | 8月3日            | 中小企業担当相会合                          | サンクトペテルブルク |                                    |
| 2012年 | 8月6日 - 8日      | 第9回電気通信・情報産業相会合               | サンクトペテルブルク |                                    |
| 2012年 | 8月7日            | APEC中小企業によるFTA利用向上ワークショップ | 東京                 | 東京商工会議所ビル７Ｆ・国際会議場 |
| 2012年 | 8月29日           | 財務相・中央銀行総裁会合                    | モスクワ             |                                    |
| 2012年 | 8月30日           | 財務相会合                                  | モスクワ             |                                    |
| 2012年 | 9月2日 - 3日      | 最終高級事務者会合（CSOM）                  | ウラジオストク       |                                    |
| 2012年 | 9月5日 - 6日      | 閣僚会議（AMM）                             | ウラジオストク       |                                    |
| 2012年 | 9月8日 - 9日      | 首脳会議(AELM)                              | ウラジオストク       |                                    |
| 2012年 | 9月9日 - 11日     | 防災担当高級実務者会合                      | ウラジオストク       |                                    |
| 2012年 | 10月              | 自動車対話会合                              | ウラジオストク       |                                    |